# 문정중학교 (경기)
문정중학교(文正中學校)는 대한민국 경기도 용인시 수지구 풍덕천동에 있는 사립 중학교이다.

## 학교 연혁
- 1953년 2월 5일 : 초대 교장 이석남 선생 취임
- 1953년 4월 22일 : 재단법인 심곡학원 설립(초대 이사장 이용원 선생 취임)
- 1953년 11월 5일 : 심곡서원에서 문정중학교 설립인가
- 1954년 3월 11일 : 제1회 졸업식(10명)
- 1958년 7월 4일 : 현 위치(풍덕천1동 105)로 교사 이전
- 1964년 1월 25일 : 재단법인 심곡학원을 학교법인 심곡학원으로 조직변경
- 1969년 5월 21일 : 강당 및 부속건물 증축
- 1984년 4월 20일 : 레슬링부 창단
- 1995년 1월 15일 : 본관 3층 증축(10개 교실 및 화장실)
- 1996년 2월 25일 : 별관증축(16개 교실 및 체육관)
- 1998년 1월 12일 : 21학급 인가
- 2002년 10월 2일 : 학교 급식동 및 레슬링 숙소 신축
- 2011년 10월 12일 : 도서관(정암당) 개관
- 2013년 12월 1일 : 제6대 이사장 한영만 선생 취임
- 2022년 3월 1일 : 제11대 교장 안승건 선생 취임
- 2024년 1월 5일 : 제71회 졸업식 거행(160명, 총 13,038명)

## 참고 자료
- 문정중학교 - 한국교육학술정보원 학교알리미